# ارنان گالیندس
ارنان گالیندس (اسپانیایی: Hernán Galíndez‎؛ زادهٔ ۳۰ مارس ۱۹۸۷) بازیکن فوتبال اهل اکوادور است.

## باشگاهی
از باشگاه‌هایی که در آن بازی کرده‌است می‌توان به باشگاه فوتبال یونیورسیداد شیلی و باشگاه فوتبال روساریو سنترال اشاره کرد.

## تیم ملی
وی همچنین در تیم ملی فوتبال اکوادور بازی کرده‌است.